# Музей гуцульського побуту, етнографії та музичних інструментів Романа Кумлика
Музе́й гуцу́льського по́буту, етногра́фії та музи́чних інструме́нтів Рома́на Ку́млика — приватний музей в смт Верховина Івано-Франківської області. Музей організував етнограф і музикант Роман Кумлик (1948–2014). 
Музей Романа Кумлика міститься у його власному двоповерховому будинку. Експозиція займає дві невеликі кімнати. 
Музей організований на початку 2000-х років. Матеріали збиралися протягом 30 років — це предмети побуту, давній гуцульський одяг, знаряддя праці, грошові знаки різних часів та багато іншого, що дає уявлення про життя гуцулів. На особливу увагу заслуговує колекція музичних інструментів, серед яких: скрипки (в тому числі скрипки-довбанки і прямокутна скрипка), цимбали, коза, дримби, трембіти, роги та інші. 
Роман Кумлик проводив екскурсії особисто і грав на різних інструментах, він теж розповідав про кожен з інструментів. Після його смерті справу батька продовжує його донька Наталя Гузак.
У музеї відвідувачі довідаються про побут гуцулів, обряд весілля та особливості родинного життя, про лісовий промисел та сплав дараб (працю бокорашів) тощо.

## Фотографії

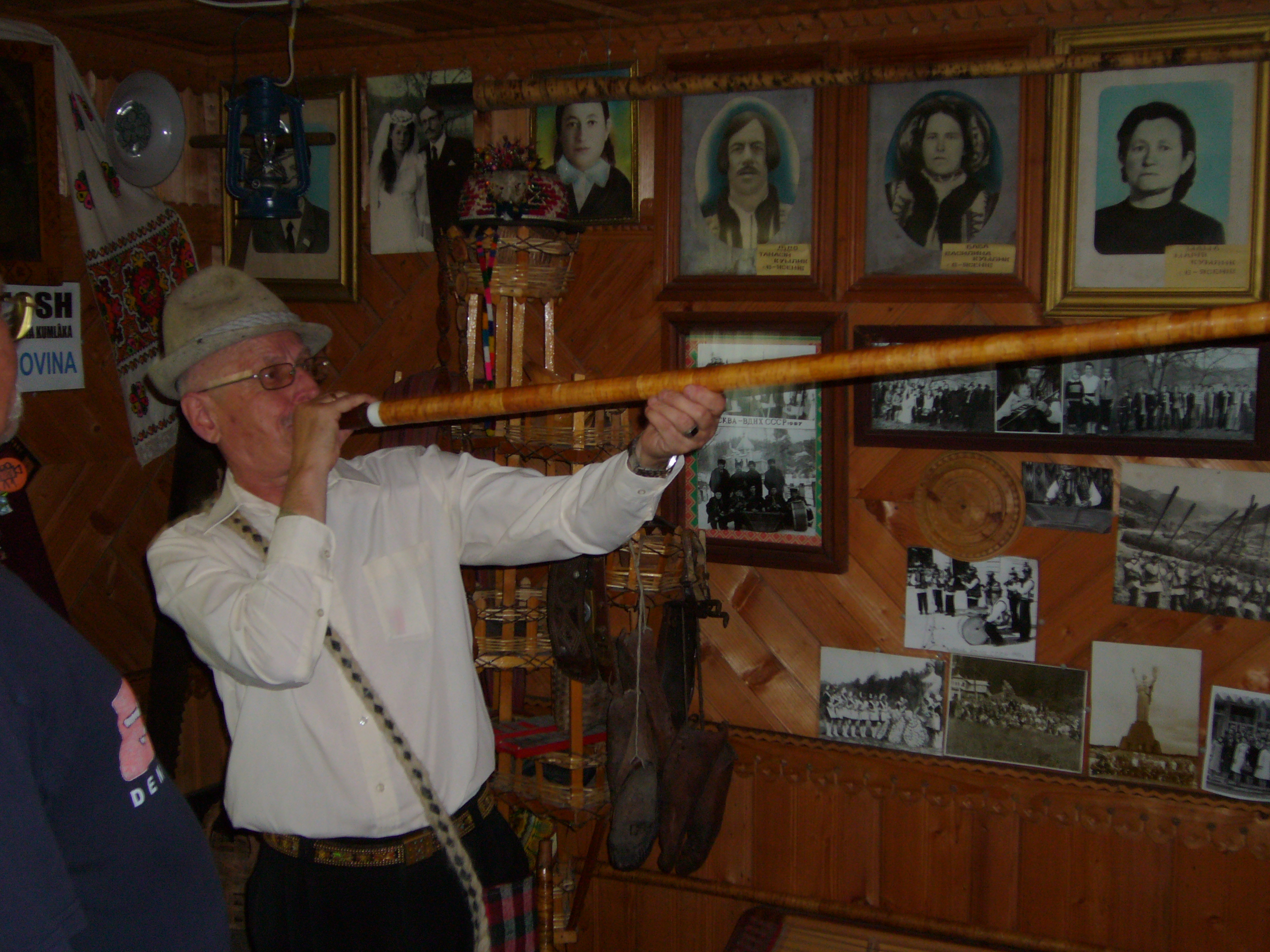
Роман Кумлик грає на трембіті
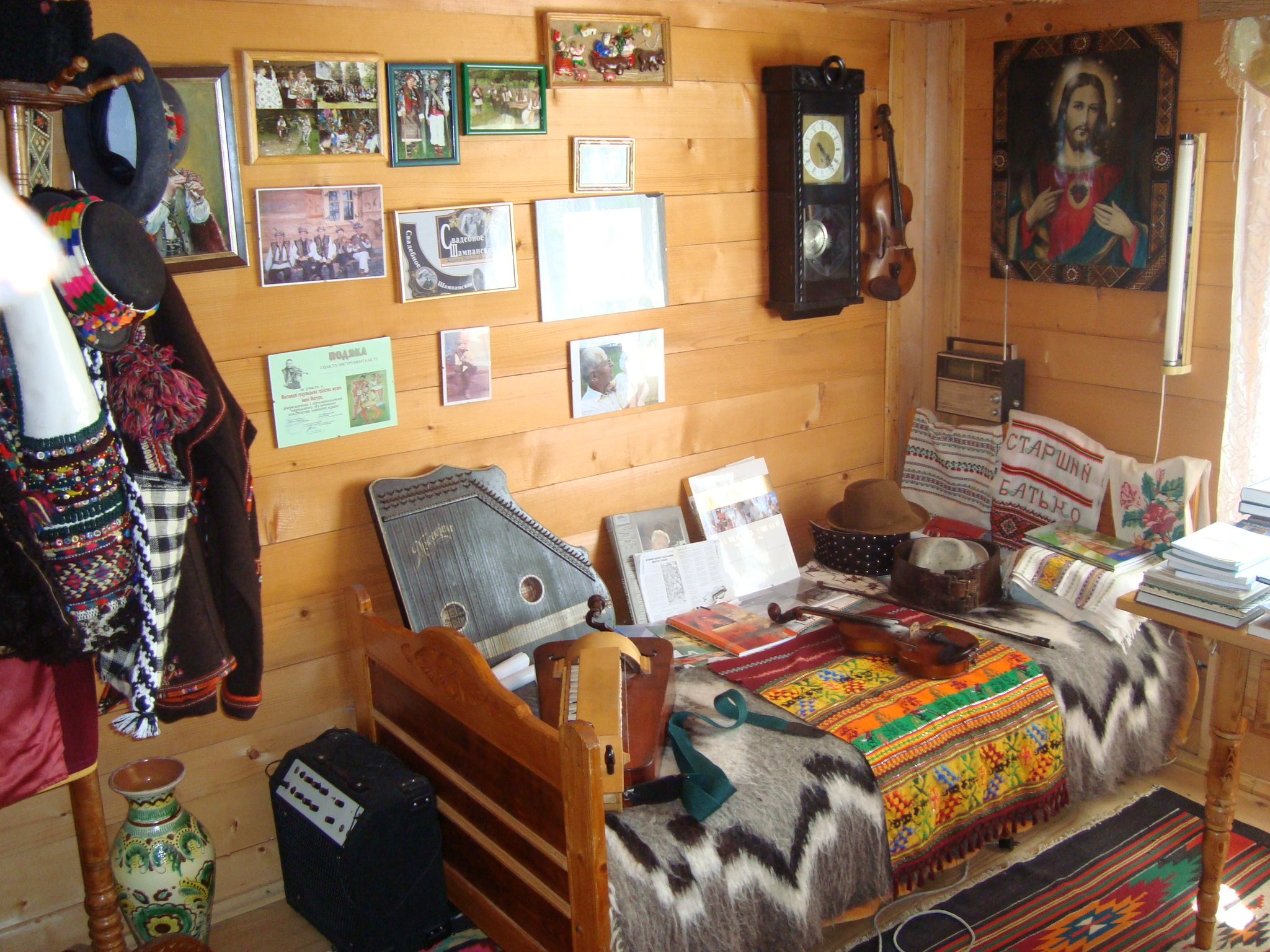
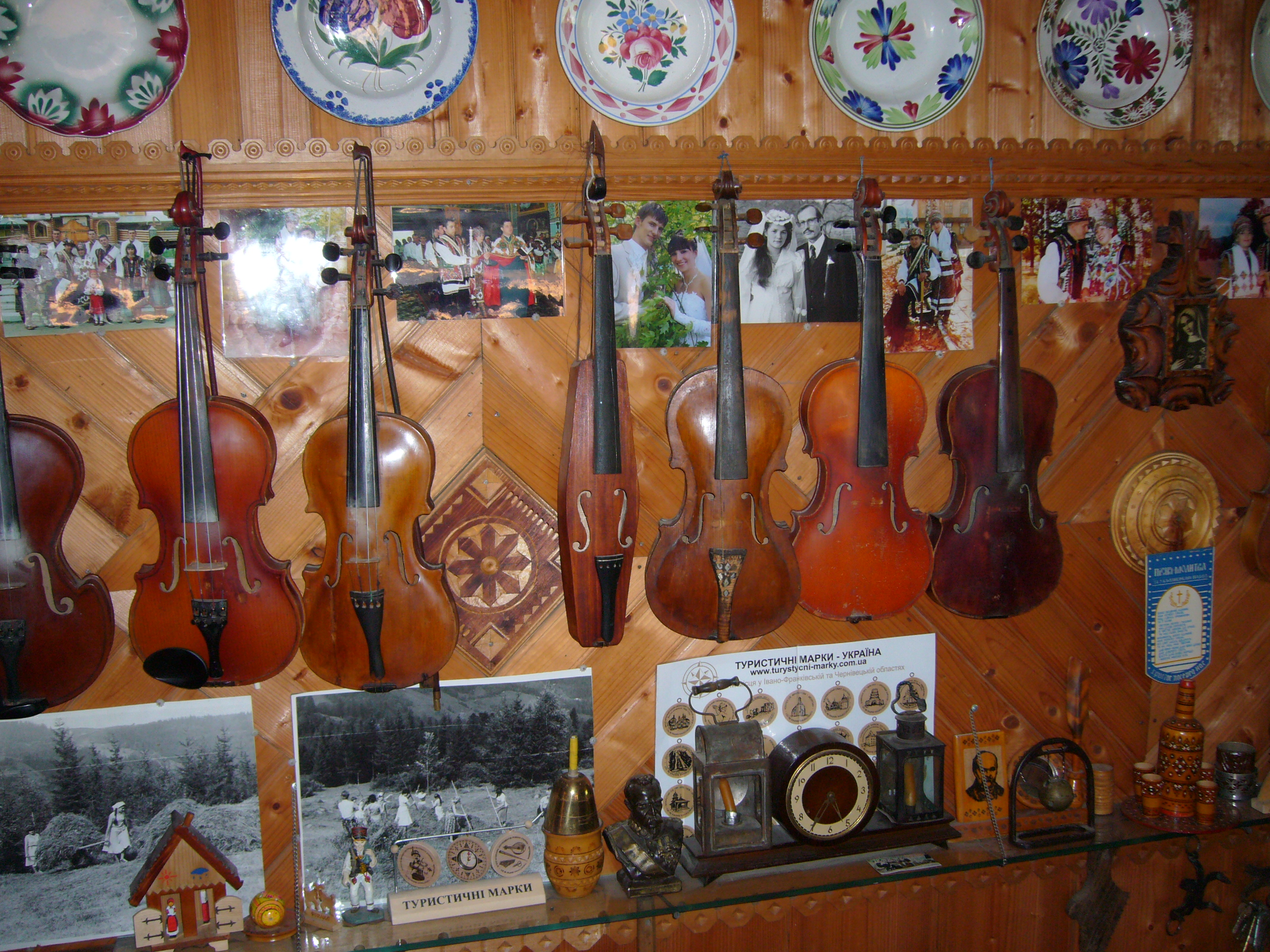
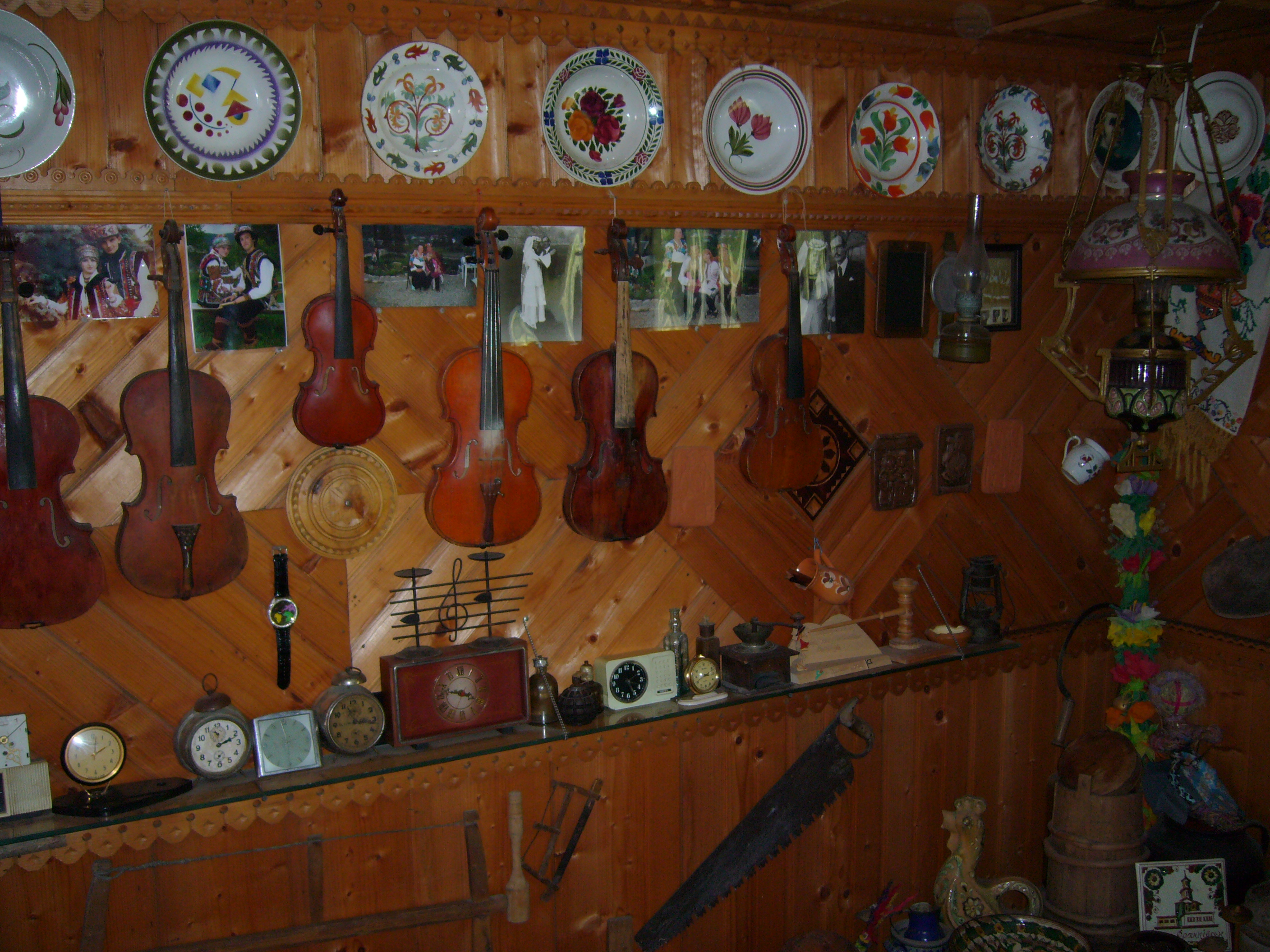
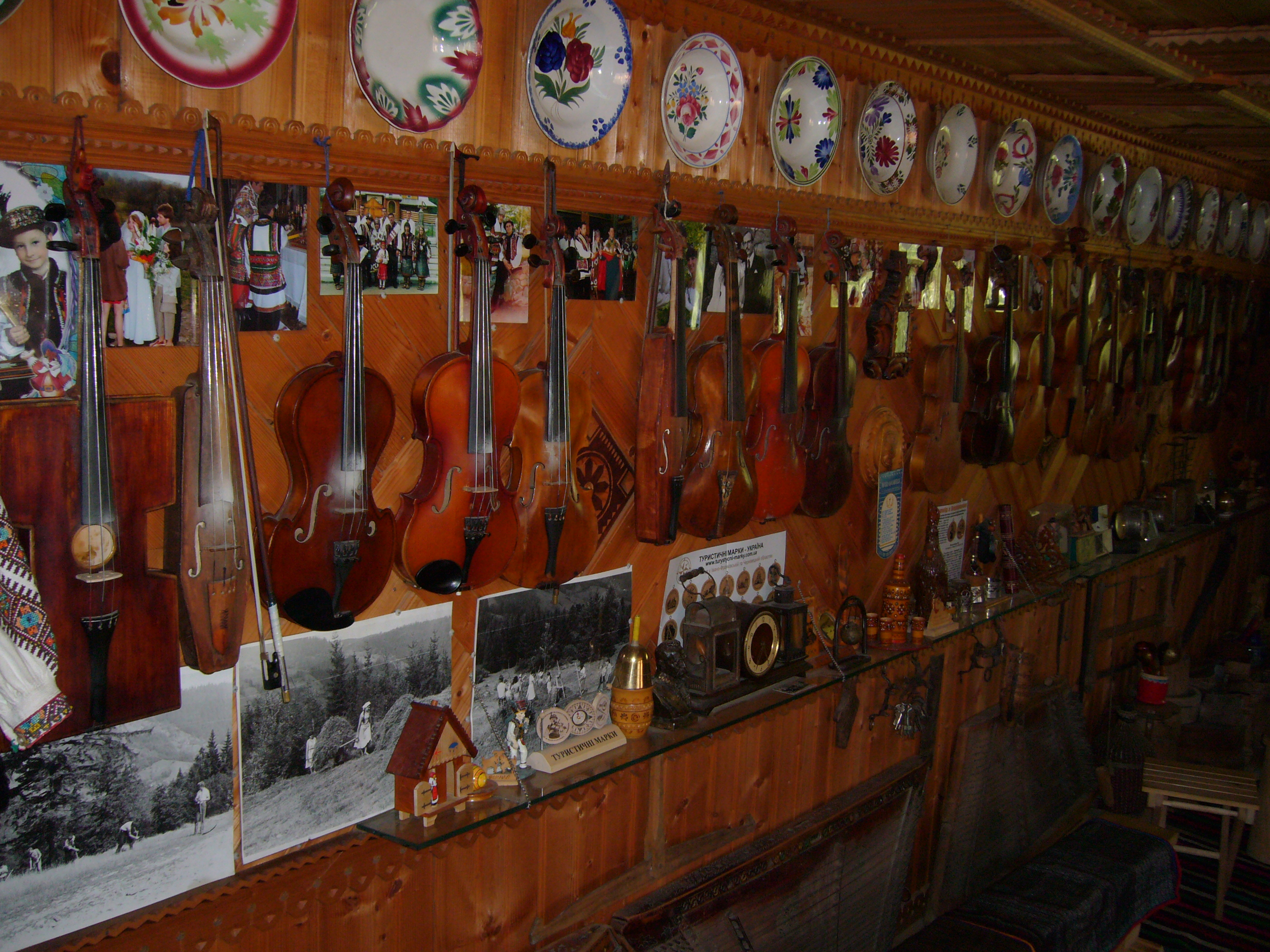
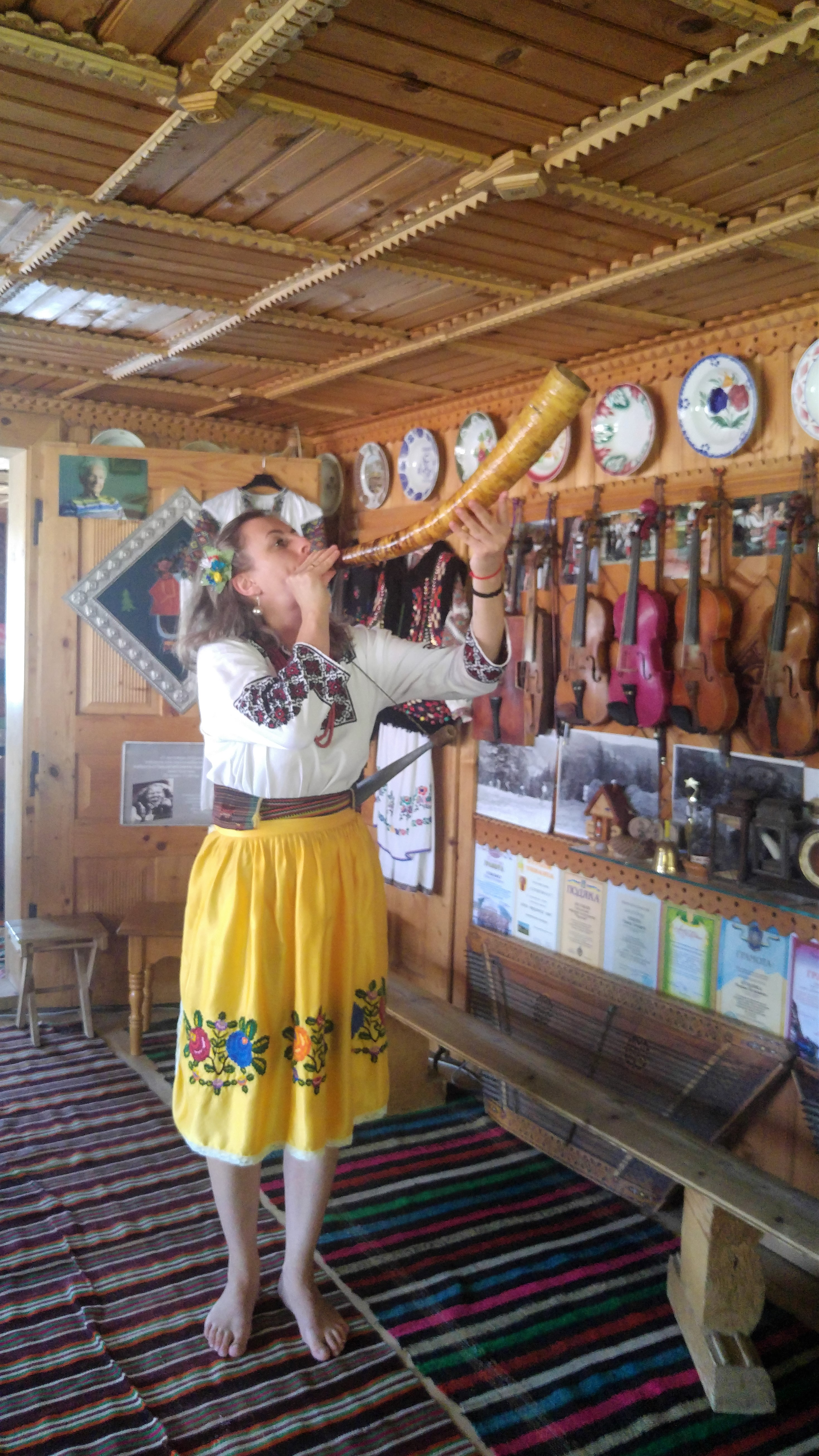
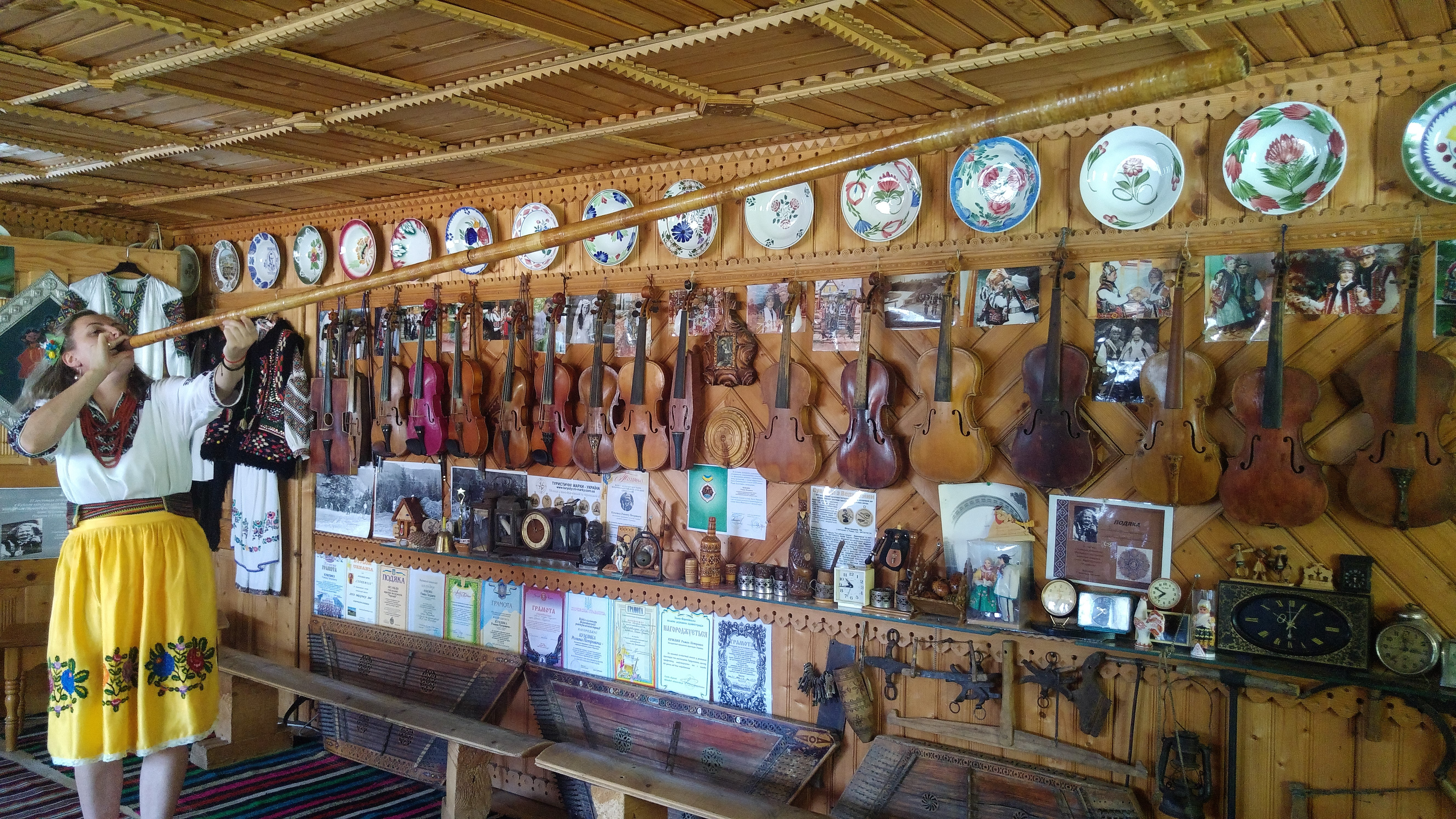